# Minerva-klassen
Minerva-klassen er en korvetklasse i Marina Militare.
De blev bygget i to serier af fire skibe i 1980'erne og 1990'erne. En tredje serie var planlagt, men blev skrinlagt på grund af tilgangen af Artigliere-klassen. Skibene kan skyde god fart og er bevæbnet til patruljesejlads, men ikke til decideret kamp. Skibenes primære indsatsområde i krigtid ligger indenfor ASW. Skibene er udrustet med en Otobreda 76 mm kanon og 8 Aspide/Sea Sparrow SAM til at beskytte sig mod et missilangreb, samt en mellemfrekvent sonar og 2 tredobbelte affyringssystemer til MU90 torpedoer til ubådsbekæmpelse.
Skibene er designet til at operere i kystnære farvande og deres fredstidsmissioner inkluderer fiskeriinspektion, suverænitetshævdelse, ordenshåndhævelse til søs og træning af besætninger og specialstyrker.

## Skibe i klassen
| Pennant | Navn    | Kølen lagt        | Søsat              | Indgået            | Skæbne | Kaldesignal |
| ------- | ------- | ----------------- | ------------------ | ------------------ | ------ | ----------- |
| F551    | Minerva | 11. marts 1985    | 3. april 1986      | 10. juni 1987      | -      | IAOA        |
| F552    | Urania  | 4. april 1985     | 21. juni 1986      | 1. juni 1987       | -      | IAOB        |
| F553    | Danaide | 26. June 1985     | 18. oktober 1986   | 9. september 1987  | -      | IAOC        |
| F554    | Sfinge  | 2. september 1986 | 16. maj 1987       | 13. februar 1988   | -      | IAOD        |
| F555    | Driade  | 18. marts 1988    | 11. marts 1989     | 19. april 1990     | -      | IAOE        |
| F556    | Chimera | 21. december 1988 | 7. april 1990      | 15. januar 1991    | -      | IAOF        |
| F557    | Fenice  | 6. september 1988 | 9. september 1989  | 11. september 1990 | -      | IAOG        |
| F558    | Sibilla | 16. oktober 1989  | 15. september 1990 | 16. maj 1991       | -      | IAOH        |